# Peristernia scabra
Peristernia scabra là một loài ốc biển, là động vật thân mềm chân bụng sống ở biển trong họ Fasciolariidae.